# هنریک ایگیتیان
هنریک سورنی ایگیتیان (ارمنی: Հենրիկ Սուրենի Իգիթյան؛ زادهٔ ۵ مارس ۱۹۳۲ - درگذشته ۱۱ مهٔ ۲۰۰۹ ) آموزگار، تاریخ‌نگار هنر و نقاش اهل ارمنستان بود.

## زندگی‌نامه
وی در ۵ مارس ۱۹۳۲ در تفلیس به دنیا آمد و از دانشگاه دولتی زبان‌شناسی ایروان فارغ‌التحصیل گشت. وی برنده جوایزی همچون مدال موسس خورناتسی (۱۹۹۹)، نشان دوستی خلق و شهروند افتخاری ایروان (۲۰۰۴) است. وی در ۱۱ مهٔ ۲۰۰۹ در سن ۷۷ سالگی در ایروان درگذشت.

## نگارخانه

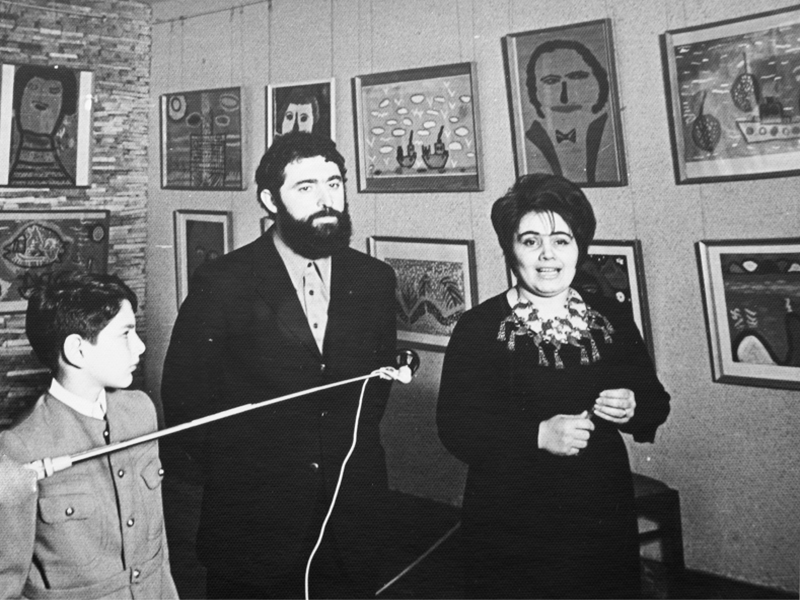
هنریک ایگیتیان و همسرش ژانا آقامیریان در مراسم افتتاحیه مرکز ملی زیبایی‌شناسی هنریک ایگیتیان
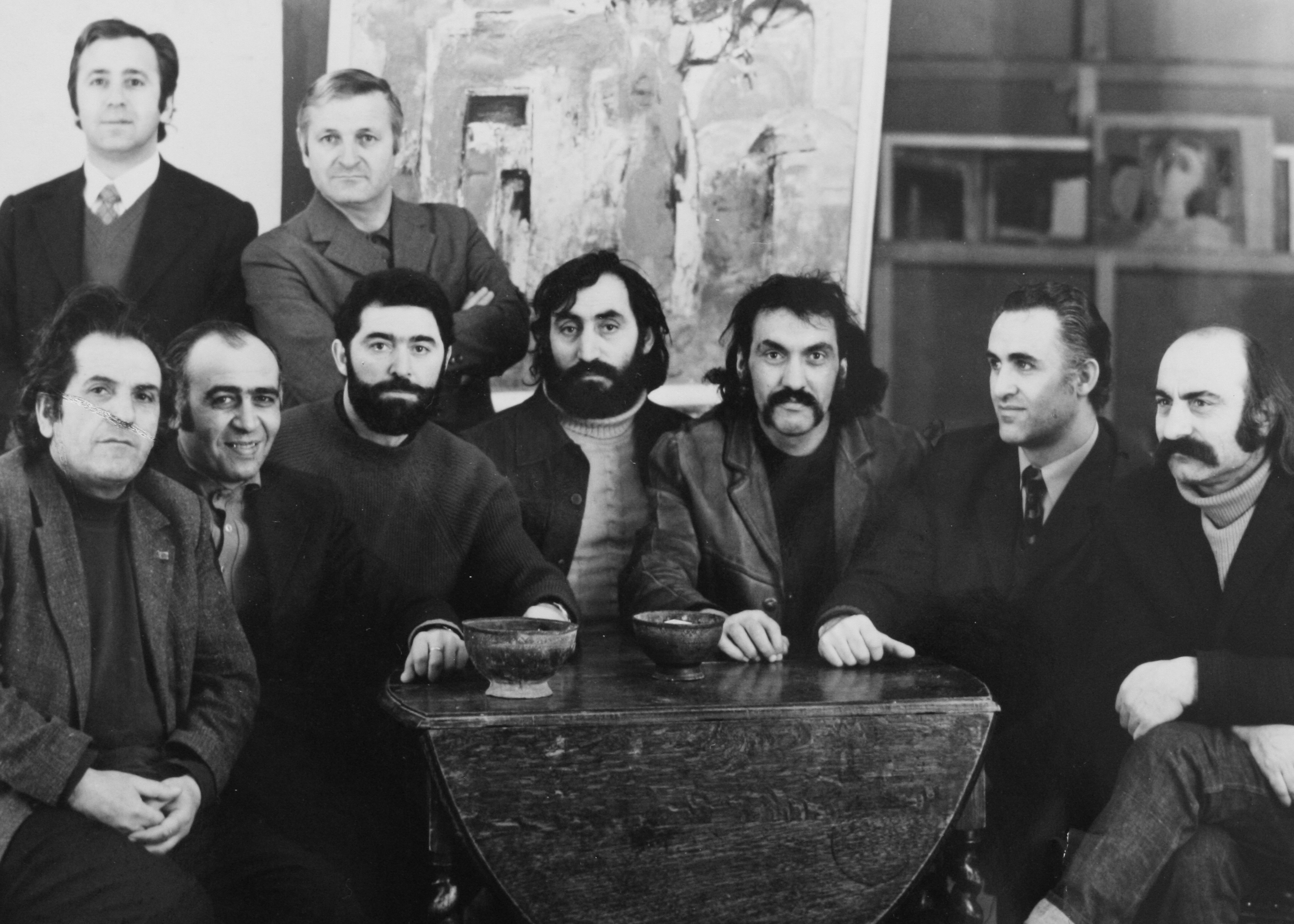
نقاشان جوان ارمنی در هنریک ایگیتیان
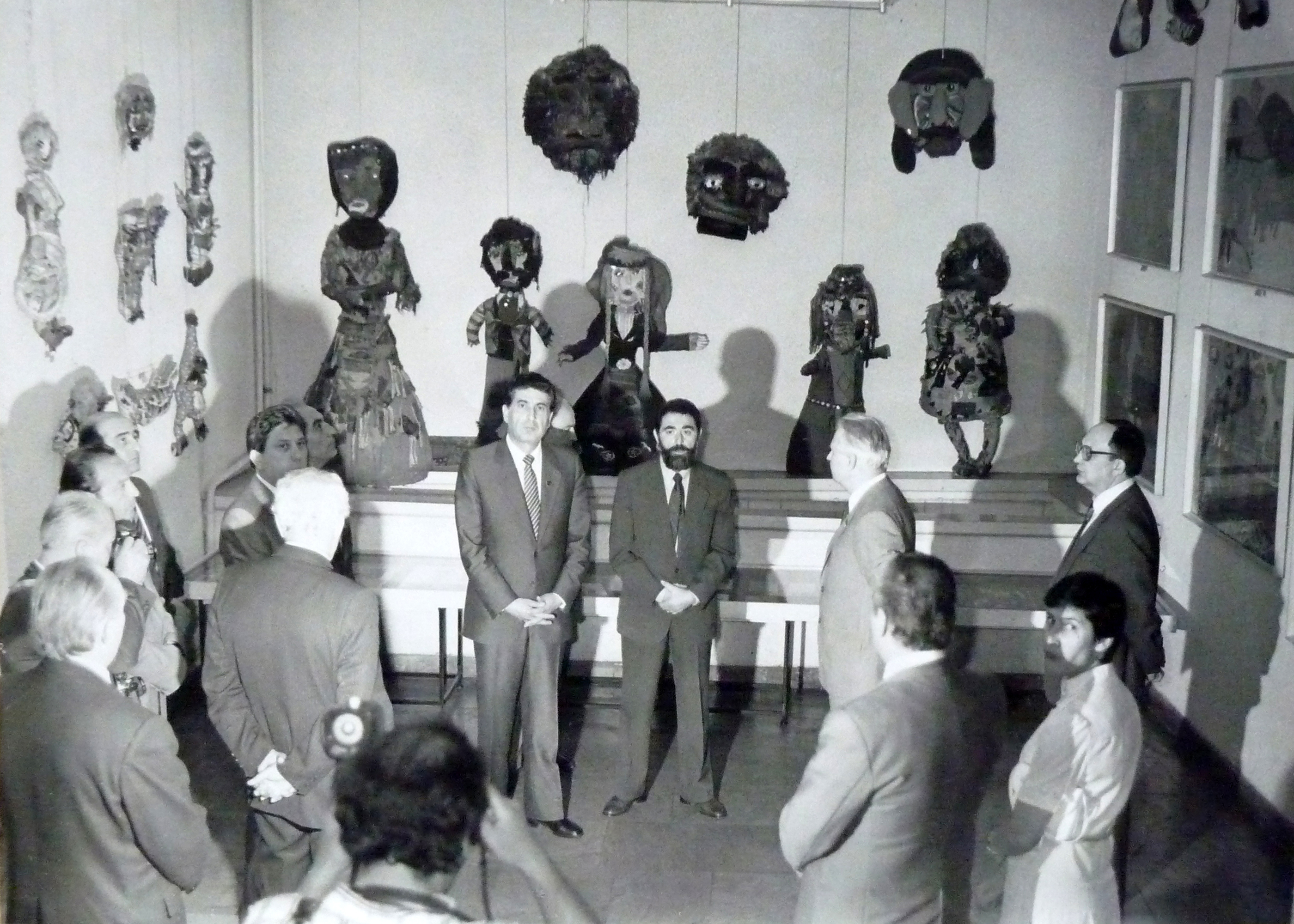
کارن دمیرچیان (وسط چپ) در موزه خلاقیت کودکان (Մանկական ստեղծագործության թանգարան)
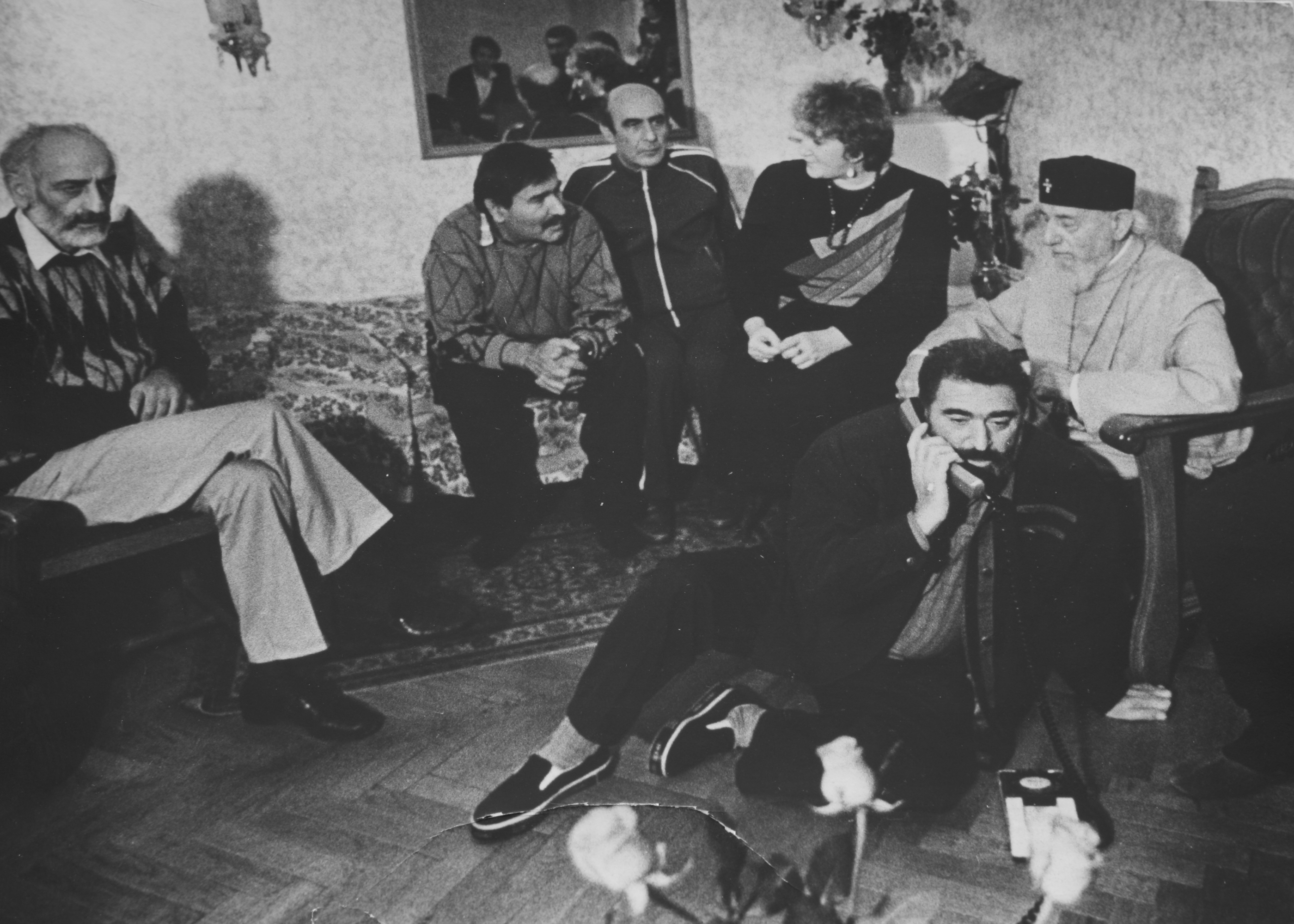
در سال ۱۹۹۰ مکالمه سوس سارگسیان، زوری بالایان و هنریک ایگیتیان، شرکت‌کنندگان اعتصاب غذای اعلام شده در مسکو علیه انحلال مرجعیت قانون اساسی در قره‌باغ توسط گورباچف، همراه با وازگن یکم، کاتولیکوس تمام ارامنه.
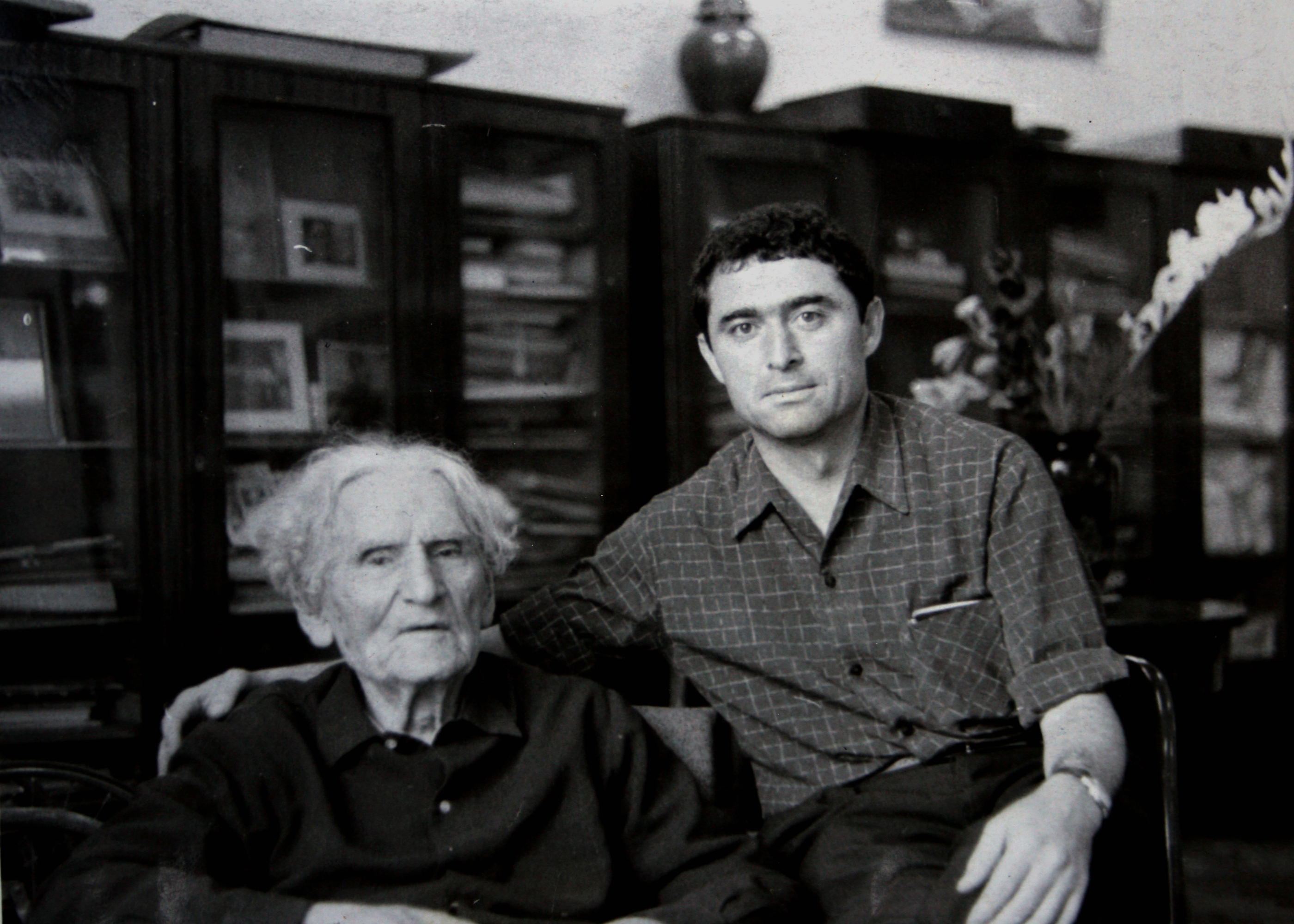
نقاش بزرگ ارمنی ماردیروس ساریان همراه با هنریک ایگیتیان در آتلیه‌اش
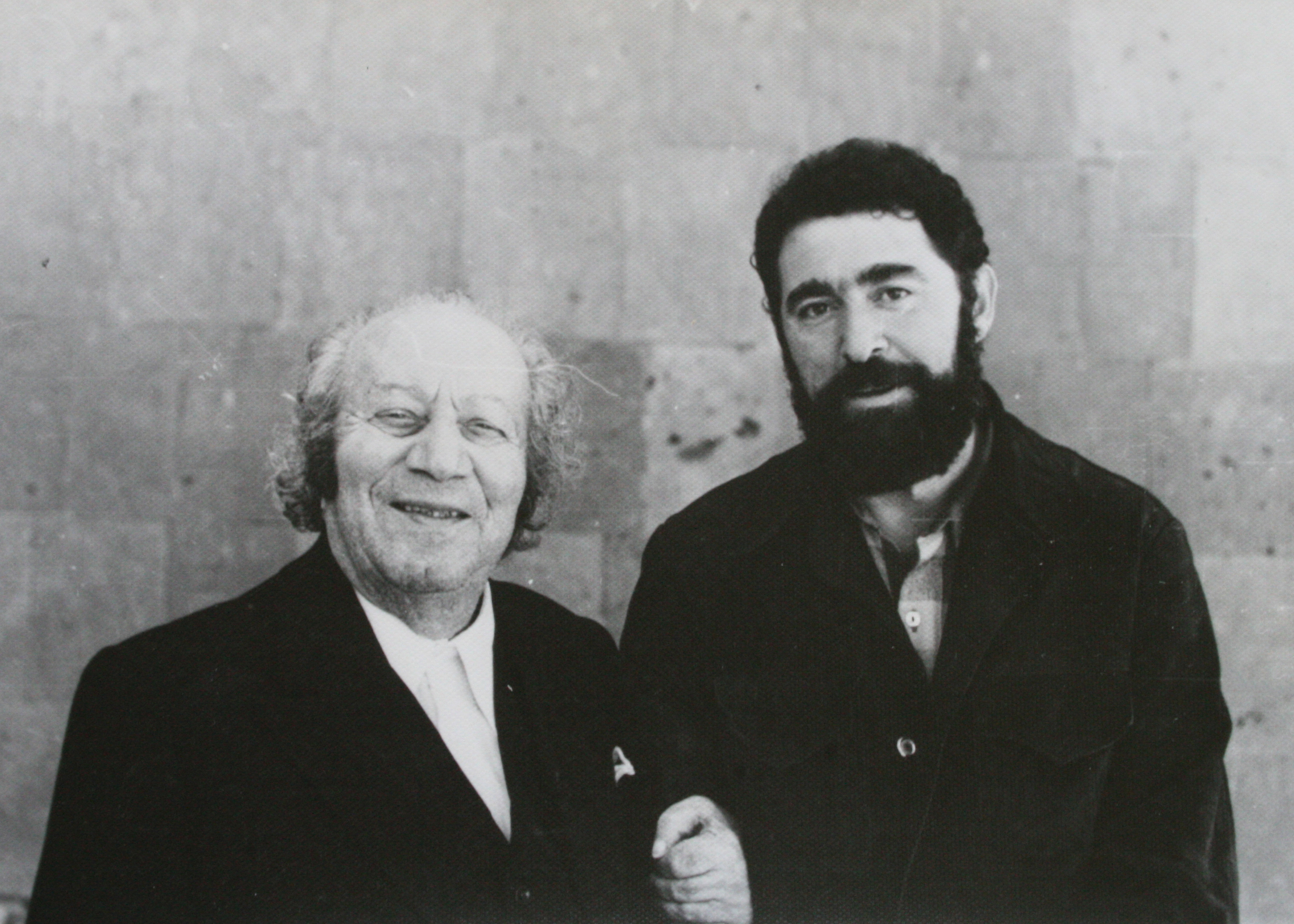
مجسمه‌ساز سرشناس، یرواند کوچار و هنریک ایگیتیان
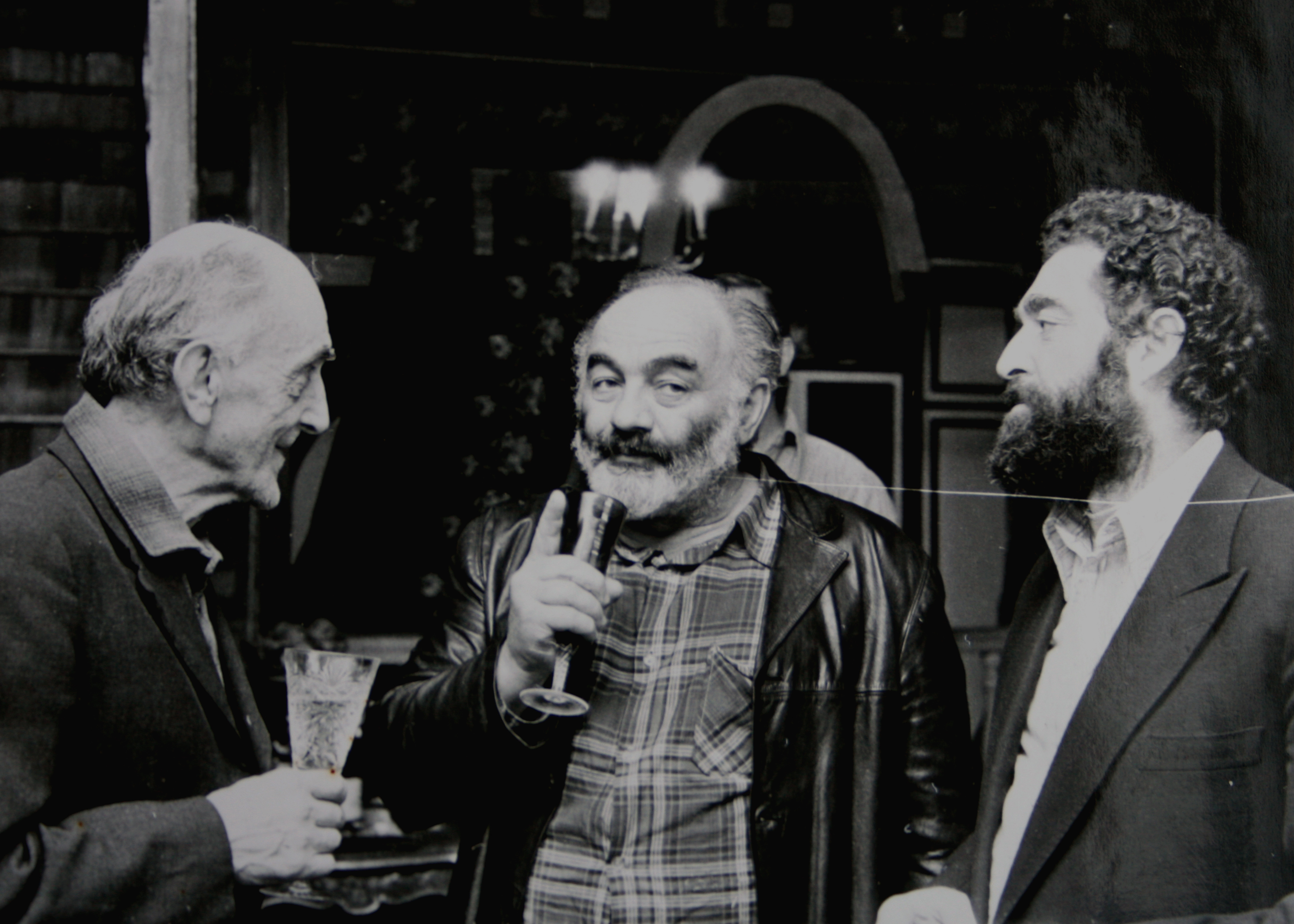
گفتگوی جالب با کارگردان سرشناس فیلم ارمنی، سرگئی پاراجانف (وسط)
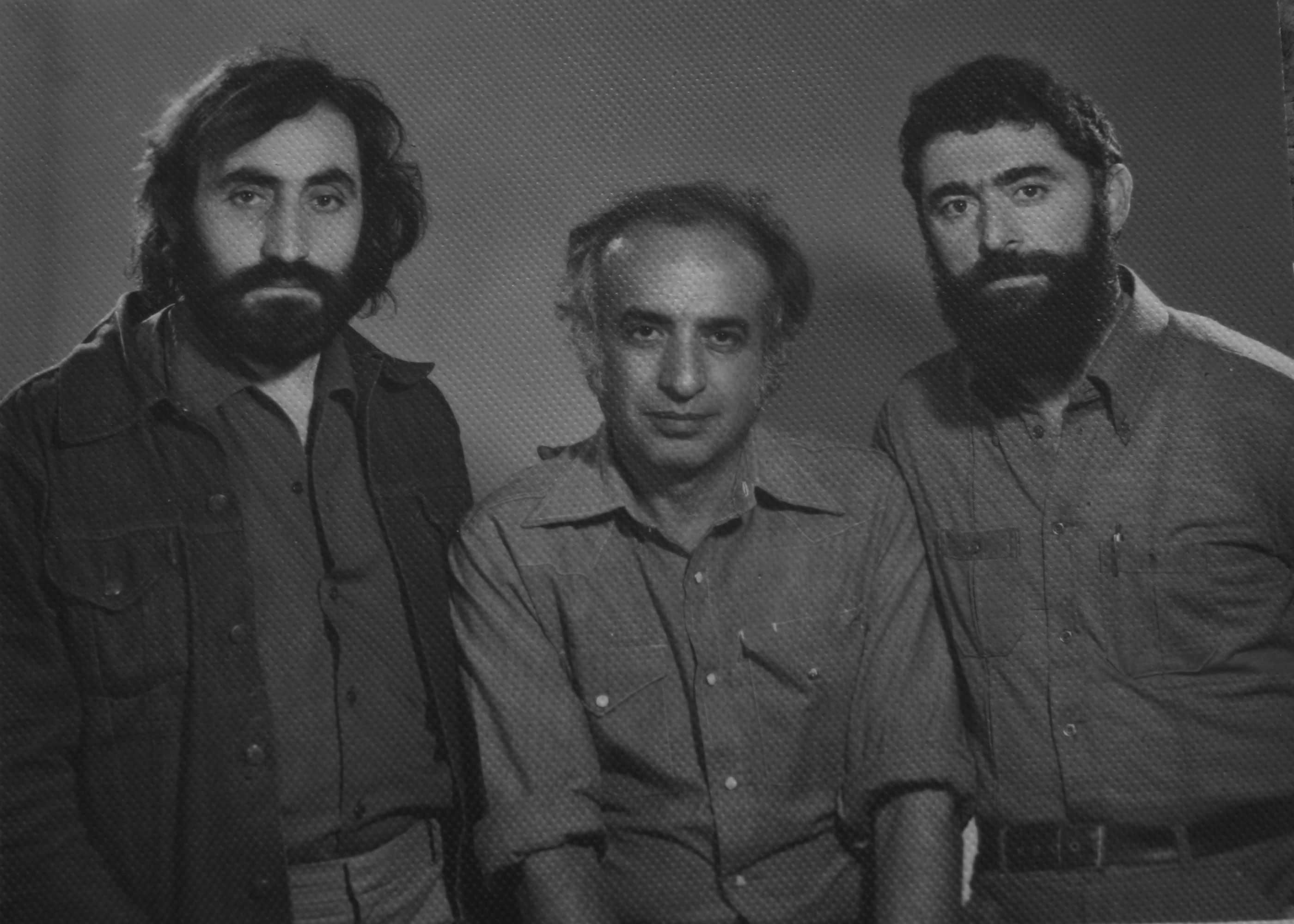
نقاشان ارمنی میناس آوتیسیان (چپ)، هاکوب هاکوبیان (وسط) و هنرمند، هنریک ایگیتیان
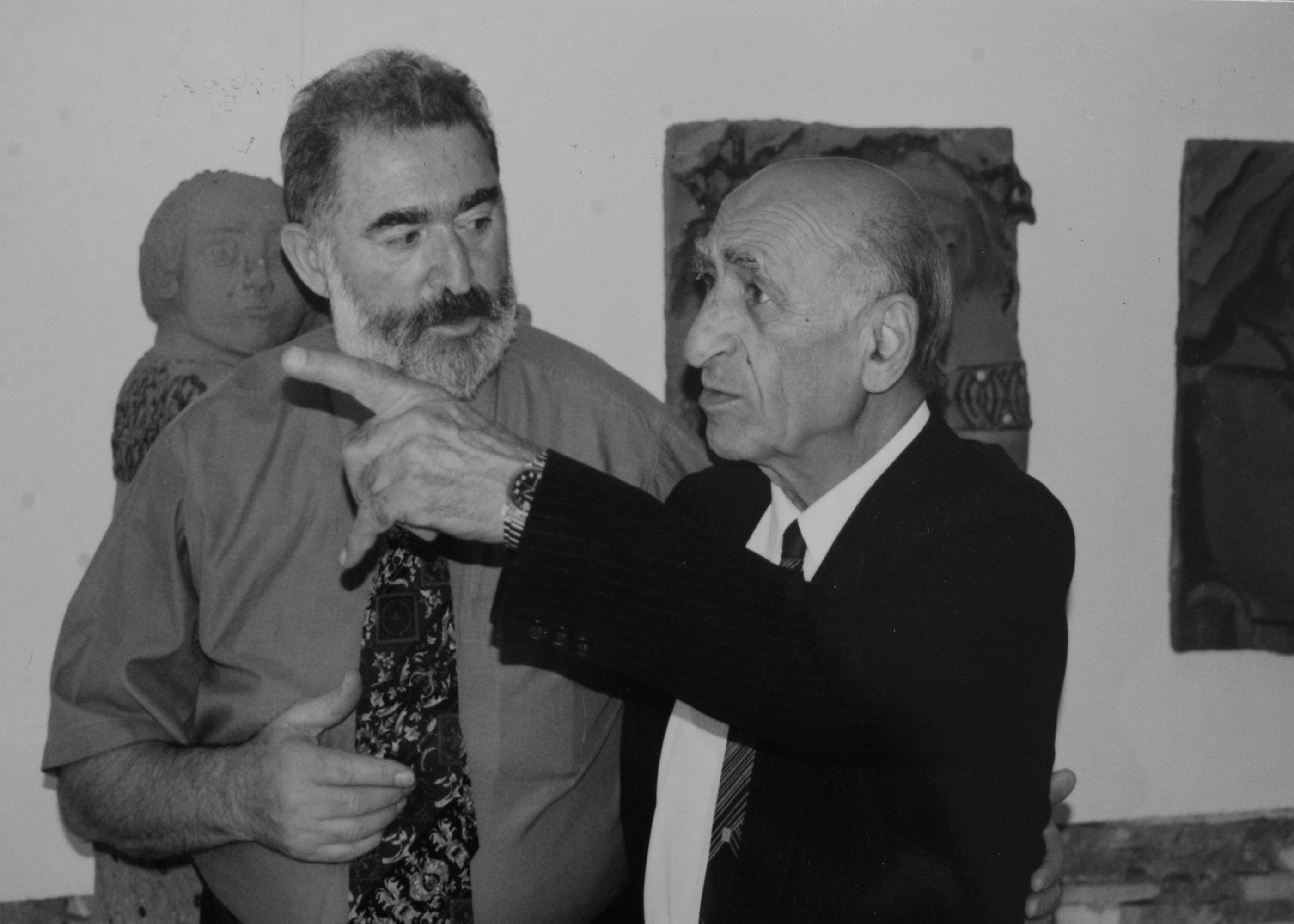
هنریک ایگیتیان همراه دوستش، یاکوف زارگاریان (راست، نوازنده پیانو) در موزه خلاقیت کودکان
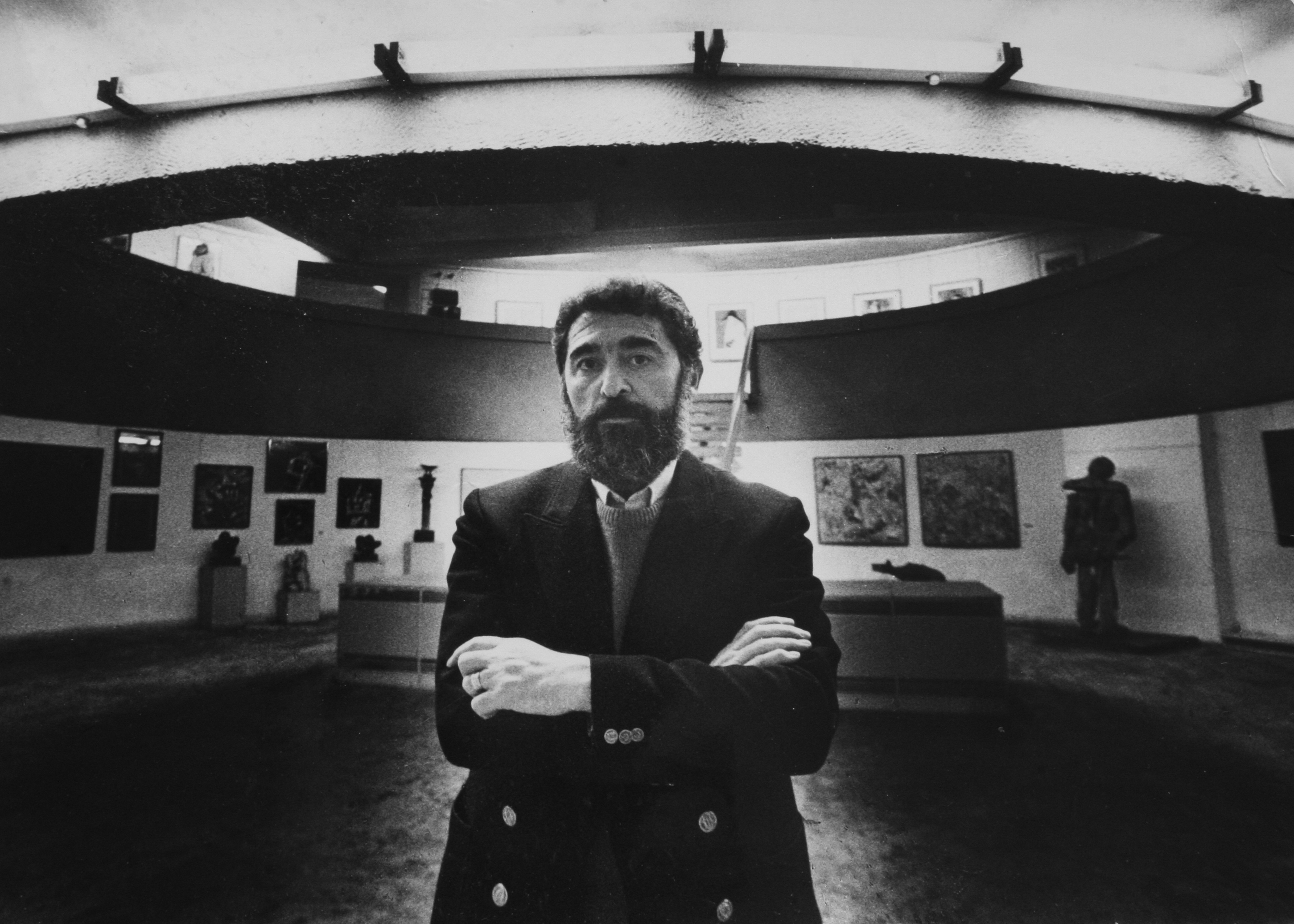
هنریک ایگیتیان در موزه تازه‌تاسیس هنر مدرن
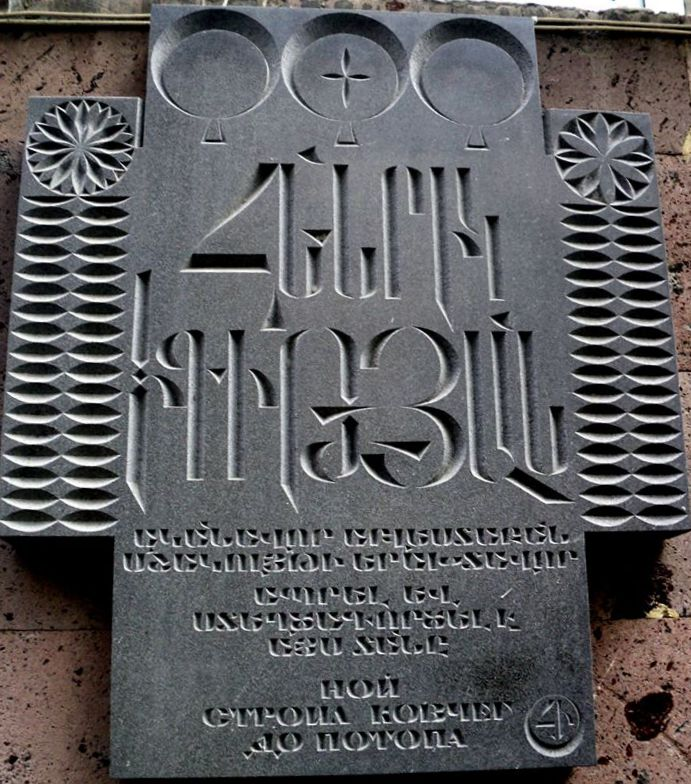
پلاک یادبود اهدایی به هنریک ایگیتیان ایروان